# Мелендуньо
Мелендуньо (італ. Melendugno, сиц. Melendugnu) — муніципалітет в Італії, у регіоні Апулія,  провінція Лечче.
Мелендуньо розташоване на відстані близько 530 км на схід від Рима, 160 км на південний схід від Барі, 17 км на південний схід від Лечче.
Населення — 9900 осіб (2014).
Щорічний фестиваль відбувається другої неділі вересня. Покровитель — San Niceta.

## Демографія
Населення за роками:

Станом на 1 січня 2023 року в муніципалітеті офіційно проживало 396 іноземців з 55 країн, серед них 128 громадян країн Євросоюзу.

## Сусідні муніципалітети
- Калімера
- Карпіньяно-Салентино
- Отранто
- Верноле